# Lenthionine
Pour l’article ayant un titre homophone, voir Lanthionine.
La lenthionine est un composé organo-sulfuré cyclique qui se trouve dans les champignons shiitaké  et est en partie responsable de leur saveur. Le mécanisme de sa formation n'est pas clair mais il implique probablement l'enzyme C-S lyase.
La lenthionine a, comme d'autres composés organo-sulfurés trouvés dans l'ail tels que l'allicine ou l'ajoène, des propriétés médicinales. Elle inhibe l'agrégation plaquettaire, c'est donc un traitement prometteur contre la thrombose.